# Ангел в отпуске
«Ангел в отпуске» (чеш. Dovolená s Andělem) — чехословацкая комедия 1953 года режиссёра Борживого Земана.
Одна из самых популярных комедий в Чехословакии и затем в Чехии, герой фильма Густав Ангел в исполнении актёра Ярослава Марвана в 2000 году по опросу чешского тележурнала «TV Plus» получил титул «Улыбка тысячелетия» как самый популярный персонаж чешского комедийного фильма.
В своё время фильм также с успехом шёл в кинопрокате СССР, даже был в 1953 году показан по советскому телевидению.
В 1958 году вышло продолжение фильма с участием того же героя — «Ангел в горах».

## Сюжет
Действие происходит на базе отдыха, куда вместе с другими отдыхающими — людьми разных профессий, возрастов и интересов, образцовыми работниками предприятий со всей Чехословакии, направленным по профсоюзным путёвкам, приезжает строгий и вечно недовольный ворчун Густав Ангел, кондуктор пражского трамвая. Комедийная история развивается вокруг нелюбви Ангела ко всему и вся, особенно к любым светским развлечениям отдыхающих. И уж тем более к труду на отдыхе — мастер на все руки слесарь-ремонтник Вацлав Мацек, активист и коммунист, тайно организует бригаду из отдыхающих для реконструкции детского сада, чтобы помочь отчаявшейся воспитательнице и беспризорным детям. В процессе работы у супругов Павлат, чей брак находился в кризисе, есть возможность объяснить свои недоразумения и снова быть вместе. Шахтёр Стефан Палько влюбляется в водителя автобуса Мариенку, и она принимает его предложение руки и сердца. А ворчун Густав Ангел, под влиянием оптимистичного и дружеского настроя, участвуя в совместном труде, меняется к лучшему.

## В ролях
- Ярослав Марван — Густав Ангел, инспектор транспортной компании
- Йозеф Пегр — Вацлав Мацек, слесарь-ремонтник с завода «Шкода» в Пльзене
- Йозеф Кемр — Богуш Выхидка, столяр-моделист завода ЧКД
- Владимир Раж — Карел Павлат, инженер-конструктор
- Яна Дитетова — Милада, жена Павлата, сварщица
- Франтишек Дибарбора — Стефан Палко, шахтёр из Банска-Бистрицык
- Станислава Сеймлова — Мариенка Ванечкова, водитель автобуса
- Бела Юрдова — Лида Вишнякова, сотрудник по культуре
- Владимир Ржепа — Войтех Герзан, литейщик из Млада-Болеслава
- Рудольф Принц — администратор дома отдыха
- Алена Вранова — учительница Мария Добешова, заведующая приютом для сбора урожая
- Ева Фоусткова — Анна Каздова, тётя Марии, уборщица
- Ружена Шлемрова — Пихлова, отдыхающая
- Йозеф Глиномаз — Ярабек, инженер-электрик с завода Elektra Kolin
- Антонин Вильский — Штелик, отдыхающий
- Мари Норрова — его жена
- Йосеф Пригода — Восалик, маляр-штукатур стрительного кооператива
- Анна Кадерабкова — Регакова, председатель местного национального комитета
- Блажена Славичкова — служащая почты
- Алоис Дворски — почтальон
- Франтишек Кокейль — Йозефек Бабица, шахтёр из Простейова
- Антонин Климша — Эман Гомолек, шахтёр из Остравы
- Рената Боровая — девочка Ева
- Йозеф Кемр